# Spacer's Toulouse Volley 2013-2014
Questa voce raccoglie le informazioni riguardanti il Spacer's Toulouse Volley nelle competizioni ufficiali della stagione 2013-2014.

## Organigramma societario
Area direttiva
- Presidente: Jean Azema

Area tecnica
- Allenatore: Cédric Énard
- Allenatore in seconda: Stéphane Sapinart

## Rosa
| N° | Nome               | Ruolo | Data di nascita   | Nazionalità sportiva |
| -- | ------------------ | ----- | ----------------- | -------------------- |
| 1  | Danail Milušev     | S/O   | 3 febbraio 1984   | Bulgaria             |
| 2  | Mickaël Noirot     | S     | 19 aprile 1991    | Francia              |
| 3  | Nicolas Burel      | C     | 7 settembre 1991  | Francia              |
| 4  | Quentin Morson     | C     | 3 agosto 1993     | Francia              |
| 5  | André Radtke       | C     | 16 settembre 1982 | Brasile              |
| 6  | Thibault Rossard   | S     | 28 agosto 1993    | Francia              |
| 7  | Trévor Clévenot    | S     | 28 giugno 1994    | Francia              |
| 8  | Gérôme Seller      | C     | 3 aprile 1993     | Francia              |
| 9  | Toky Rafidison     | L     | 30 novembre 1991  | Francia              |
| 10 | Julien Talbot      | C     | 5 aprile 1993     | Francia              |
| 11 | François Perrot    | S     | 6 giugno 1994     | Francia              |
| 12 | André Eloi         | P     | 11 novembre 1981  | Brasile              |
| 13 | Romain Devèze      | L     | 5 ottobre 1993    | Francia              |
| 14 | Tchéni Petro       | S/O   | 16 aprile 1991    | Francia              |
| 15 | Va'afuti Tavana    | C     | 25 settembre 1987 | Stati Uniti          |
| 16 | Valentin Bouleau   | P     | 22 settembre 1995 | Francia              |
| 17 | Diogenes Zagonel   | S     | 16 maggio 1981    | Brasile              |
| 18 | Facundo Santucci   | L     | 6 marzo 1987      | Argentina            |
| 19 | Nicolas Gomez      | S     | 6 marzo 1992      | Francia              |
| 20 | Dimitri Walgenwitz | P     | 11 aprile 1994    | Francia              |